# Waltheof II di Northumbria
Waltehof di Northumbria (1050 – Winchester, 31 maggio 1076) è stato un nobile inglese fu il solo nobile ad essere giustiziato sotto il regno di Guglielmo I d'Inghilterra e per diversi anni, dopo la morte, fu venerato come un martire dai Sassoni suoi conterranei.

## Biografia
Waltheof nacque nel 1050, secondogenito di Siward, conte di Northumbria e di Aelfflaed, figlia di Ealredo, conte di Bernicia e bisnipote per linea paterna di Uchtred l'Ardito. Nel 1054 il fratello maggiore di Waltheof fu ucciso in battaglia ed egli si trovò ad essere l'erede dei, considerevoli, domini paterni. Suo padre stesso morì l'anno seguente e poiché egli non era che un bambino Edoardo il Confessore designò Tostig del Wessex come reggente al contado di Northumbria.

### Vicino alla corona
Waltehof era secondogenito e, secondo il costume dell'epoca, è probabile che avesse studiato per diventare un ecclesiastico, ma la morte del fratello aveva cambiato la situazione e nel 1066 dovette, come tutti gli altri nobili, rendere omaggio al nuovo re Guglielmo il Conquistatore, rimanendo a corte fino al 1068. Nello stesso periodo Waltheof prese possesso dei domini di famiglia del Northamptonshire ed Huntingdonshire, acquisendo il titolo di conte.

### La testa sul ceppo

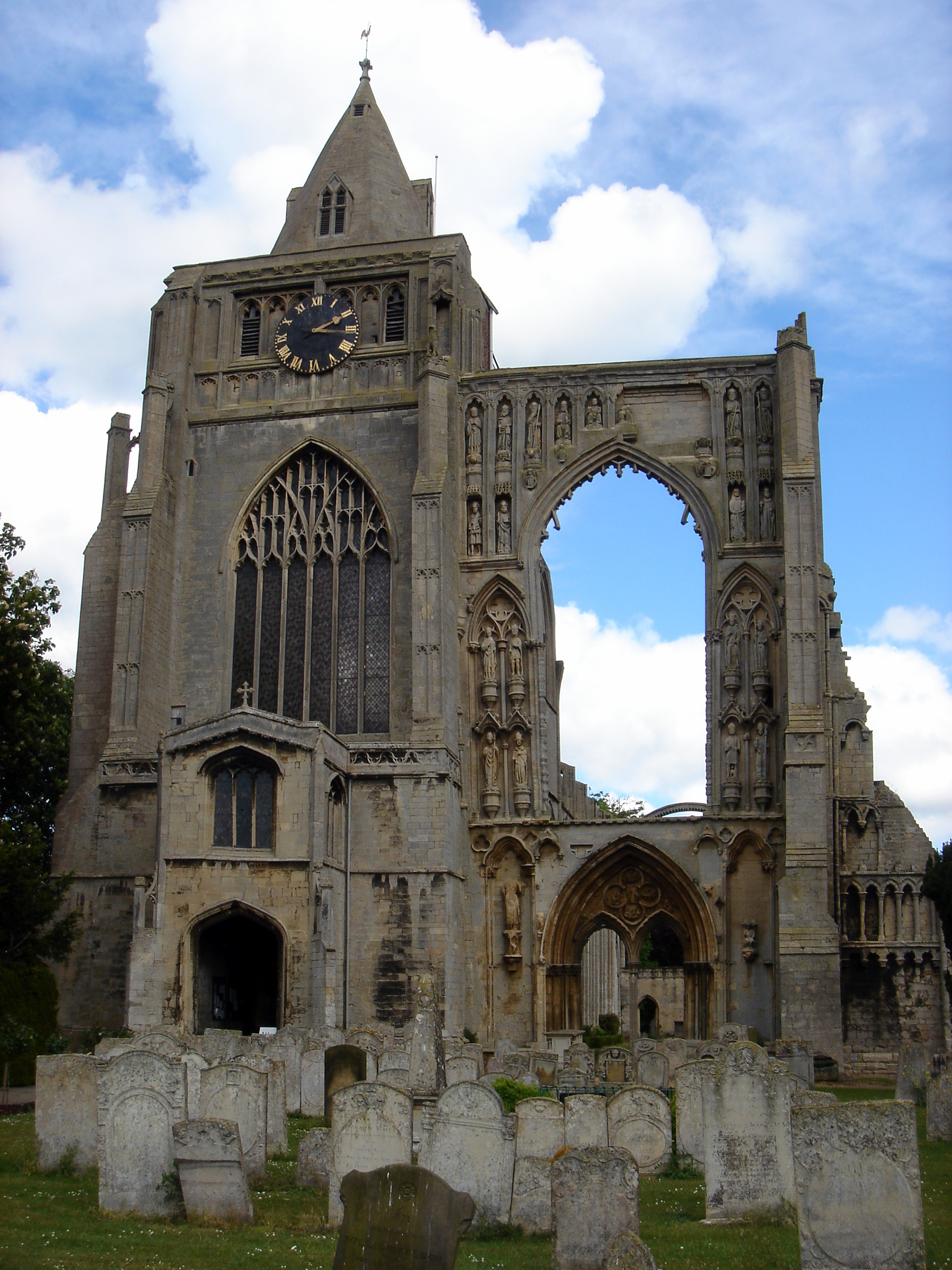
La chiesa parrocchiale di Crowland e il fronte occidentale della navata in rovina dell'Abbazia Croyland.

Quando Sweyn II di Danimarca invase il nord dell'Inghilterra, Waltheof ed Edgardo Atheling si unirono ai Danesi nel loro attacco alla città di York avvenuto nel 1069. Le cose però non andarono nel verso giusto, Sweyn accettò un patteggiamento con Guglielmo e Waltheof dovette di nuovo rendergli omaggio e, in aggiunta, accettare le nozze con sua nipote Judith. Fatto questo gli vennero restituiti i contadi e le terre e, nel 1072 fu dichiarato Conte di Northampton. La sua nomina fu dovuta all'espulsione dal Northamptonshire, voluta da Guglielmo, del cugino di Waltheof, Gospatric, Earl di Northumbria (morto dopo il 1073), anche lui aveva attaccato York e come Waltheof si era pentito, ma Guglielmo decise di espellerlo. Gospatric andò in esilio ed il contado rimasto vacante andò al cugino. Nel nord tuttavia Waltheof aveva dei nemici, lì viveva ancora la famiglia i cui membri avevano assassinato il bisnonno Uchtred l'Ardito ed il nonno Ealdred, Earl di Bernicia entrambi morti per mano di sicari che avevano l'appoggio di Canuto II d'Inghilterra. Waltheof diede quindi inizio a una faida che vide cadere diversi uomini sia da una parte che dall'altra.
Nel 1075 si unì alla Rivolta dei Conti, quanto fosse coinvolto e perché avesse deciso di esserlo non è chiaro, comunque Waltheof presto confessò il proprio tradimento a Lanfranco di Canterbury e poi al re in persona che lo condannò a morte.
Passò circa un anno dalla condanna alla sua esecuzione avvenuta presso Winchester il 31 maggio 1076 e diverse persone, convinte della sua innocenza, furono stupite dal fatto che la sentenza si eseguisse per davvero.
Il corpo di Waltheof, dopo qualche tempo venne sepolto nell'abbazia di Crowland e nel 1092, quando a causa di un incendio si dovette procedere all'apertura del sarcofago, si vide che il suo corpo era ancora incorrotto. Ovviamente l'abbazia, che aveva tutto da guadagnarci, non scoraggiò il flusso di pellegrini che cominciò a fluire e che continuò per diversi anni.

## Matrimonio e discendenza
Nel 1070 Waltheof sposò Judith di Lens (fra il 1054 ed il 1055-dopo il 1086), una nobile normanna figlia di Adelaide di Normandia, sorellastra di Guglielmo I. Dal matrimonio, di grande prestigio vista la parentela della sposa, nacquero tre figli:
- Maud di Northumbria, che portò il contado di Huntingdon in dote al secondo marito, Davide I di Scozia
- Adelise, che sposò Raoul III di Tosny
- Uchtred di Tynedale, che sposò Bethoc, figlia di Donald III di Scozia